# Belle's Tales of Friendship
Belle's Tales of Friendship (Los cuentos de amistad de Bella en España e Hispanoamérica) es una película estadounidense de fantasía animada y de acción en vivo de 1999. Fue producida por Walt Disney Television Animation. También se lanzó para ayudar a promover la serie de televisión sindicada, Sing Me a Story with Belle, en la que Bella en acción real cuenta historias de dibujos animados de Disney como La gallinita sabia, Los tres cerditos, Morris el alce enano y Hansel y Gretel con Bella narrando. La película está protagonizada por Lynsey McLeod, quien continúa interpretando a Bella en forma de acción real.  
También está protagonizada por Paige O'Hara, Robby Benson, David Ogden Stiers y Jerry Orbach, quienes repiten sus papeles de Bella, Bestia, Cogsworth y Lumiere, respectivamente, en la forma animada, en el cortometraje Mrs. Potts' Party, que Más tarde también se utilizó para El mundo mágico de Bella. La película se lanzó directamente para video el 17 de agosto de 1999.

## Sinopsis

### La narración de Bella
Bella es propietaria y trabaja en su librería y música en Francia . Un grupo de niños entra a la tienda ansiosos por escuchar las historias de Bella, ya que ella es una gran narradora. Belle accede a contar una historia, pero el grupo también juega y aprende algunas lecciones sencillas sobre la vida. Bella narra dos dibujos animados de Disney, Morris el alce enano y Hansel y Gretel, mientras los niños ayudan a Bella a limpiar la librería. También lee La gallinita sabia y Los tres cerditos, pero Shawn y Harmony no ayudarán a preparar chile para el grupo. En el camino, Bella añade música e interactúa con los niños.

### La fiesta de la Sra. Potts
La señora Potts se siente deprimida debido al mal tiempo y Bella decide animarla ofreciéndole una sorpresa para la fiesta de cumpleaños de la señora Potts. A estas alturas, Belle ha llegado a considerar a la señora Potts como una figura materna. Durante los preparativos de la fiesta, Bella y sus amigas deben evitar despertar a la Bestia dormida. Bestia pasó toda la noche anterior arreglando una gotera en el techo y necesita dormir. Sin embargo, la rivalidad entre Lumiere y Cogsworth se interpone en su camino. Los dos discuten y compiten por las tareas de componer música, elegir las flores favoritas de la señora Potts y elegir los sabores del pastel que se servirá en la fiesta. Dos guantes de cocina, Chaude (el guante rojo) y Tres (el guante azul), también participan en la discusión, ya que cada uno se pone del lado de uno de los rivales.
Al final, el intento de Lumiere y Cogsworth de sabotear las decisiones del otro tiene consecuencias. El pastel horneado explota y deja un completo desastre en la cocina. Lumiere y Cogsworth, después de una reprimenda de Belle, deciden dejar atrás su rivalidad para siempre y trabajar juntos para darle una pequeña sorpresa a la Sra. Potts. El plan sale bien, la señora Potts se cura de su depresión y el sol finalmente vuelve a brillar. Todos aprenden el poder de la cooperación y los compromisos con el cumpleaños de la Sra. Potts, cantado con la canción A Little Thought .

## Elenco

### Acción en vivo
- Lynsey McLeod - Bella
- Shawn Pyfrom - Shawn
- Tormentas Kirsten - Kirsten
- Natalie Trott - Natalie
- Hampton Dixon - Hampton
- Jennefer Jesse - Jennefer
- Julie Vanlue - Julie
- Jim Cummings - Lewis (voz)
- Christine Cavanaugh - Carroll (voz)

### Animado
- Paige O'Hara - Bella
- Robby Benson - La Bestia
- David Ogden Stiers - Cogsworth
- Jerry Orbach - Lumière
- Gregory Grudt - Chip
- Anne Rogers - Sra. Potts
- Jo Anne Worley - Armario el armario
- Frank Welker - Sultán el reposapiés
- Jim Cummings - Webster, Chef Bouche, Tubaloo, Libro Grande
- Jeff Bennett - Grúa, Frappé
- Rob Paulsen - LePlume, Tres
- April Winchell - Chandelería, Chaude, Concertina
- Jeff Conover - Armonía